# Andrea Corr
Andrea Jane Corr (Dundalk, 17 maggio 1974) è una cantautrice, flautista, compositrice e attrice irlandese.
Nel 1990 debutta come voce principale dei Corrs, gruppo pop-rock e celtic rock creato insieme ai fratelli maggiori Jim, Sharon e Caroline Corr.
Con i Corrs ha pubblicato 10 album (di cui 5 in studio, 3 live e 2 raccolte ufficiali) dal 1995 al 2005.
A seguito della pausa voluta dai fratelli per dedicarsi alle rispettive famiglie, nel 2007 Andrea pubblica il suo primo album da solista Ten Feet High.

## Biografia

### Infanzia
Andrea Corr nasce a Dundalk nella Contea di Louth da Gerry Corr, impiegato presso l'Irish Electricity Board, e Jean Corr, casalinga. Grazie ai genitori che si esibivano come duo nei pub suonando e cantando canzoni degli ABBA e degli Eagles, Andrea si avvicina molto presto alla musica. Come i fratelli maggiori inizia a seguire le lezioni di piano del padre, ma dato che non aveva sempre la possibilità di suonarlo, i genitori le regalano un tin whistle con cui inizia ad esercitarsi.
Come le sorelle Sharon e Caroline frequenta il Dun Lughaidh Convent e lavora come cameriera al McManus Pub, locale di proprietà della zia. Oltre a dimostrarsi la più brava negli studi, ben presto inizia a manifestare anche la passione per la recitazione e il canto.
È in questi anni che Andrea e i suoi fratelli iniziano a fare pratica in una stanza presa in affitto da suo fratello Jim: Andrea canta e suona il tin whistle, Sharon suona il violino e Caroline e Jim le tastiere.

### 1990-2006: il successo con i Corrs
Nel 1990 Andrea e i suoi fratelli decidono insieme di creare una band, chiamata The Corrs, per presentarsi alle audizioni per il film The Commitments dove Andrea ottiene la parte di Sharon Rabbitte. È qui che i quattro fratelli fanno la conoscenza di John Hughes che colpito dal loro talento decide di diventare il loro manager.
Tre anni più tardi i Corrs firmano il loro primo contratto discografico con l'Atlantic Records con il marchio di registrazione 143 Records e all'inizio del 1995 partono alla volta di Malibù per registrare il primo album, Forgiven, Not Forgotten. L'album si dimostra un successo e i Corrs scalano le classifiche di Irlanda, Spagna, Australia e Giappone.

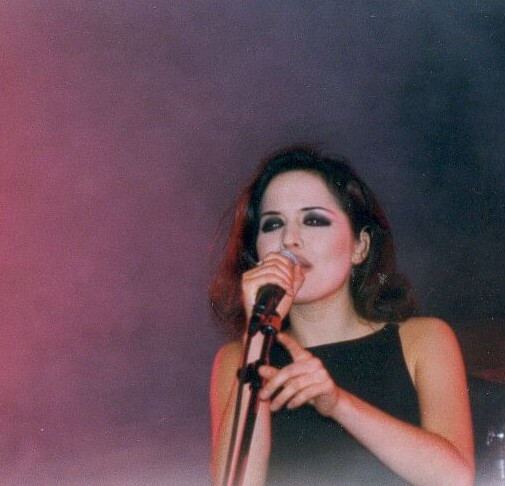
Andrea Corr in un concerto a Parigi nel 1997

Nel 1997 pubblicano Talk on Corners che ripete il successo dell'album di debutto e fa conquistare ai fratelli le classifiche inglesi.
Durante il tour americano del 1998 alcuni consigliarono a John Hughes di mandare in terapia Andrea per farle perdere l'abitudine, mantenuta sin dall'infanzia, di succhiarsi il pollice, ma Andrea ha sempre risposto che non lo considera affatto un problema.
Sempre nel 1998 Andrea, dopo aver prestato la voce alla protagonista del film d'animazione La spada magica - Alla ricerca di Camelot, cantando (e suonando) nei brani On My Father's Wings e Looking Through Your Eyes, partecipa con la band al Pavarotti & Friends dove oltre a cantare O Surdatto Nammuratto con Pavarotti, si esibisce con Céline Dion suonando il tin whistle in My Heart Will Go On. Successivamente i Corrs collaborano con Josh Groban e Andrea canta nuovamente in italiano nel brano Canto Alla Vita. Nel frattempo all'Heineken Hot Press Music Awards '99 si aggiudica il premio come miglior cantante.
Nonostante i Corrs abbiano già raggiunto il successo in Europa, Australia e Giappone, sarà il terzo album in studio In Blue a consacrarli definitivamente a livello internazionale.
Durante la registrazione di In Blue la madre dei Corr, Jean, muore a causa di una malattia respiratoria e Andrea insieme a Caroline scrive No More Cry per il padre per aiutarlo in quel difficile momento.

Dopo quasi dieci anni trascorsi tra studi di registrazione e tour mondiali, Andrea decide di dedicarsi anche all'altra sua passione, la recitazione, e a partire dal 2002 alla carriera di musicista affianca stabilmente quella di attrice. Con alle spalle le brevi apparizioni nei film The Commitments e Evita di Alan Parker, Andrea, approfittando del momento di pausa del gruppo, partecipa alle audizioni per il film The Boys & Girl From County Clare ottenendo la parte da protagonista.

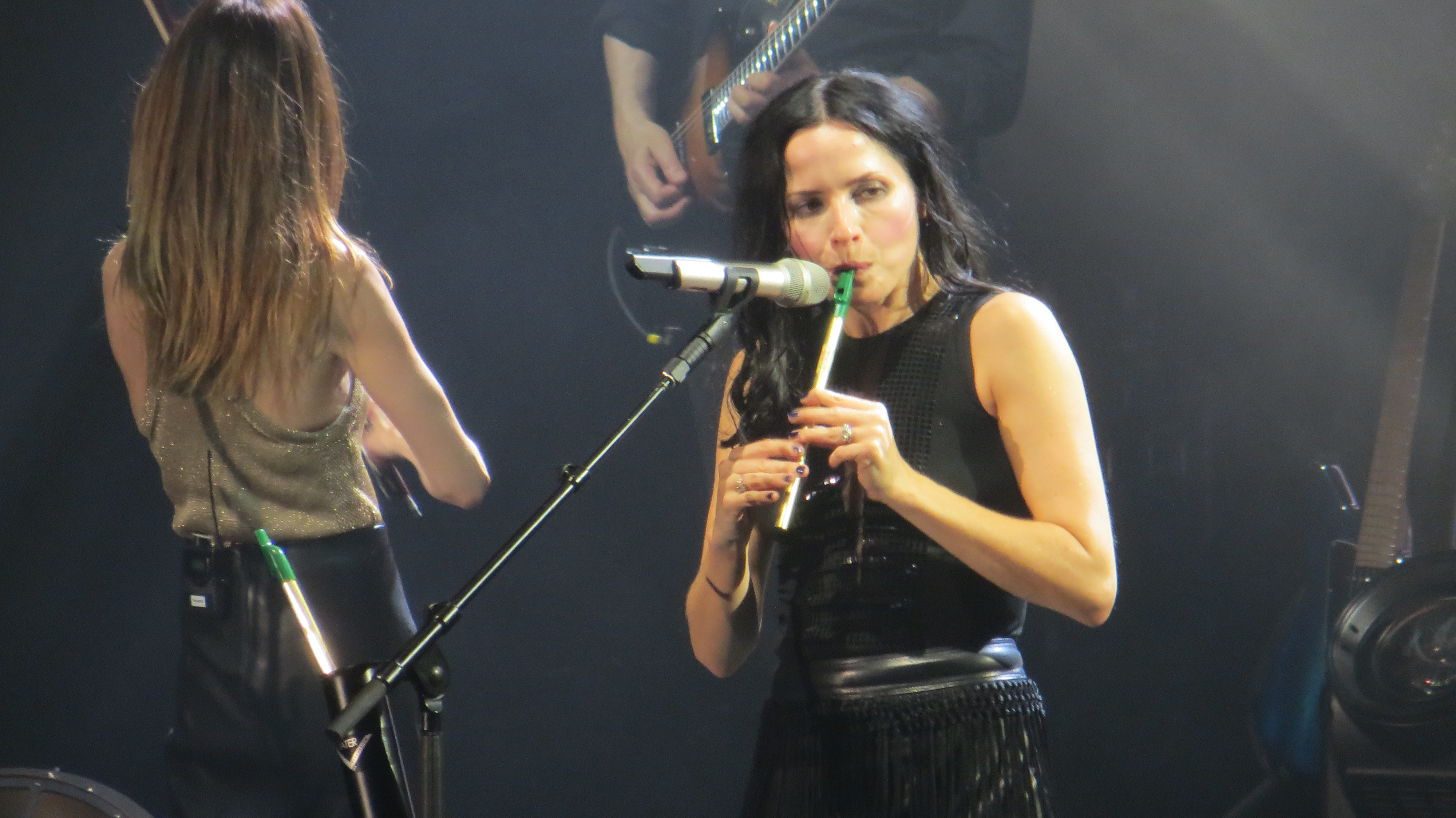
Andrea Corr mentre suona il tin whistle durante un concerto nel 2016

Nel 2003, a tre anni di distanza dall'uscita dell'ultimo album, inizia a scrivere alcune delle nuove canzoni che andranno a formare il quarto album in studio Borrowed Heaven (2004): tra queste c'è anche Angel, brano dedicato alla madre scomparsa nel 1999, che fa da seguito a No More Cry contenuta nel precedente album, In Blue.
(Andrea Corr, 2004)
Il 9 settembre 2003, in occasione del concerto dei Rolling Stones al The Point di Dublino, Andrea viene invitata a duettare con Mick Jagger in Wild Horses.
In novembre partecipa insieme ai fratelli al concerto 46664 (organizzato per sostenere la campagna di Nelson Mandela nella lotta contro l'AIDS), dove canta anche Is This The World We Created? accompagnata da Brian May alla chitarra.
Dopo l'uscita di Home album tributo alla madre (che contiene anche due brani, Buachaill On Eirne e Brid Og Ni Mhaille, cantati da Andrea in lingua gaelica), i Corrs diventano membri onorari dell'Ordine dell'Impero Britannico in riconoscimento dei concerti benefici da loro organizzati.

### 2007-2011: la carriera da solista
Mentre i fratelli decidono di prendersi una pausa per potersi dedicare alle rispettive famiglie, Andrea accetta la proposta di John Hughes e della casa discografica di realizzare un album da solista. L'album intitolato Ten Feet High e prodotto da Nellee Hooper esce il 25 giugno 2007 e la sua uscita è stata accompagnata da un'EPK che mostra Andrea cantare alcuni pezzi accompagnata da Anto Drennan alla chitarra.
Il secondo album di Andrea, viene pubblicato il 29 maggio del 2011. È un album di cover, canzoni significative che hanno accompagnato la vita dell'artista irlandese. Nell'album intitolato Lifelines spicca Tinseltown in the rain, primo estratto in rotazione nelle radio anglosassoni dal 17 aprile 2011.

## Tin whistle
Andrea Corr utilizza quasi esclusivamente tin whistle classici in chiave di RE (D), ma in alcune occasioni ha utilizzato anche tin whistle in altre chiavi come è successo durante l'esecuzione di My Heart Will Go On con Céline Dion dove ha utilizzato un Brass Bb Generation Whistle.
Tra i modelli più utilizzati ci sono:
- Walton's Little Black D (tin whistle nero con l'imboccatura in plastica e il corpo in alluminio)
- Walton's Mellow D Brass (imboccatura di plastica verde e il corpo in ottone)
- Feadóg Black D (totalmente in plastica e dall'aspetto simile al Walton's Little Black D)
- Feadóg D Brass (imboccatura di plastica verde chiaro e il corpo in ottone)
- Nickel D Generation Whistle (imboccatura in plastica blu e il corpo in nickel)
- Brass D Generation Whistle (imboccatura di plastica rossa e il corpo in latta color oro)
- Chieftain Gold Soprano D Brass (in ottone)

## Carriera cinematografica
Nel 1991 i fratelli Corr si presentano e superano le audizioni per il film The Commitments di Alan Parker, ma rispetto ai fratelli Andrea ottiene una parte maggiore interpretando la sorella del protagonista, Sharon Rabbitte.
Qualche anno più tardi le viene affidato il ruolo dell'amante di Juan Perón in Evita, il film tratto dal musical basato sulla biografia di Evita Perón, interpretata nel film da Madonna.
Queste due brevi apparizioni nei film di Alan Parker aumentano la passione di Andrea per la recitazione che ha sempre avuto fin da quando era piccola. Qualche anno più tardi a seguito di una chiacchierata con sua sorella Caroline che le consiglia di non abbandonare il suo desiderio di recitare, Andrea approfitta di un momento di pausa della band per prendere parte alle audizioni per il film The Boys & Girl From County Clare (I ragazzi di Clare) di John Irvin dove ottiene la parte da protagonista.
Per la sua interpretazione Andrea vince il Comedy Award come miglior attrice al Colorado Film Festival e ottiene alcune nomination (oltre al nomignolo di Family Drama Queen da parte dei fratelli) al U.S. Comedy Arts Festival e all'IFTA Awards.
Prima di girare The Boys & Girl From County Clare rifiuta d'interpretare il ruolo di Lara nel remake de Il dottor Živago perché, oltre ad essere impegnata coi Corrs nel periodo delle riprese, nella sceneggiatura erano previste scene di nudo.
In seguito ottiene la parte da protagonista nel cortometraggio The Bridge diretto da Richard Raymond, dove interpreta Mary, una giovane psicologa. L'anno successivo recita nel thriller di Mahesh Mathai, Broken Thread. Il film è stato presentato al Festival di Berlino 2007 nella categoria European Film Market. Nel frattempo recita anche in Knife Edge, un thriller di Anthony Hickox.
Nel 2009 recita nel suo secondo cortometraggio Pictures. Tra febbraio e maggio dello stesso anno sale sul palco dell'Old Vic Theatre di Londra per interpretare il ruolo di Christina in Dancing at Lughnasa.
L'anno successivo recita nel ruolo di protagonista in Jane Eyre di Alan Stanford al Gate Theatre di Dublino.

## Beneficenza
Andrea Corr e i suoi fratelli hanno preso parte e organizzato diversi concerti di beneficenza tra cui il Pavarotti & Friends for Liberia (1998), la raccolta fondi per il Freeman Hospital di Newcastle (2001) e per le vittime della bomba di Omagh (1999), e il Party in the Park: The Prince's Trust.
I Corrs sono inoltre ambasciatori della campagna 46664 di Nelson Mandela contro l'AIDS in Africa. Durante il Live 8 a Edimburgo il 2 luglio 2005 si sono esibiti con Bono per promuovere la campagna Make Poverty History.
Nel 2005 i fratelli Corr diventano membri onorari dell'Ordine dell'Impero Britannico ricevendo le onorificenze dall'ambasciatore britannico a Dublino su concessione della Regina Elisabetta II in riconoscimento dei concerti benefici da loro organizzati.
Nel 2008 insieme ad altri famosi musicisti e cantanti irlandesi, tra cui U2, Sinéad O'Connor, Moya Brennan, Bob Geldof, Gavin Friday, Paul Brady, Ronan Keating, The Chieftains, Andrea ha preso parte alla realizzazione del brano tributo a Ronnie Drew. La canzone, The Ballad of Ronnie Drew, è stata pubblicata il 19 febbraio 2008 e i soldi ricavati dalle vendite sono stati donati al The Irish Cancer Society su richiesta dello stesso Drew.
Il 10 ottobre 2010 ha partecipato al concerto tributo a Kirsty MacColl dove ha cantato il primo singolo di MacColl They Don't Know e Oh Brother, brano scritto da Andrea e inserito nell'album Music of Ireland: Welcome Home.

## Vita privata
Andrea Corr è sposata con Brett Desmond, figlio del miliardario Dermot Desmond. Il matrimonio è stato celebrato nella chiesa di St Joseph a Miltown Malbay nella Contea di Clare il 21 agosto 2009. Durante la cerimonia le sorelle di Andrea, Sharon Corr e Caroline Corr hanno cantato No Frontiers.
Il 28 aprile 2012 Andrea è diventata madre di una bambina, Jean, chiamata così proprio in onore alla madre di Andrea, morta a 57 anni nel 1999. Il 4 gennaio 2014 ha dato alla luce il secondogenito: Brett.

## Discografia

### Da solista
- 2007 - Ten Feet High
- 2011 - Lifelines
- 2022 - The Christmas Album

#### Singoli
- 2007 - Shame On You (to keep my love from me)
- 2007 - Champagne from a Straw
- 2011 - Tinseltown in the Rain

### The Corrs
- 1995 - Forgiven, Not Forgotten
- 1997 - The Corrs - Live
- 1997 - Talk On Corners
- 1999 - The Corrs Unplugged
- 2000 - In Blue
- 2001 - The Best Of The Corrs
- 2002 - The Corrs: Live In Dublin
- 2004 - Borrowed Heaven
- 2005 - Home
- 2006 - Dreams: The Ultimate Corrs Collection
- 2015 - White Light
- 2017 - Jupiter Calling

### Collaborazioni
- 1995 - Spirits Colliding (Paul Brady) - seconda voce in Just In Time.
- 1996 - Evita (Soundtrack) - voce in Hello And Goodbye.
- 1998 - When We Were The New Boys (Rod Stewart) - penny whistle in Ooh La La.
- 1998 - Quest For Camelot: The Magic Sword (Soundtrack) - voce e tin whistle in On My Father's Wings e Looking Through Your Eyes.
- 1998 - Legacy: A Tribute To Fleetwood Mac's Rumours - (Artisti vari) - voce e tin whistle in Dreams.
- 1998 - Pavarotti & Friends For The Children Of Liberia (Artisti vari) - voce e tin whistle in Dreams, voce in O Surdatto Nammuratto e tin whistle in My Heart Will Go On.
- 1999 - Tears Of Stone (The Chieftains) - voce e tin whistle in I Know My Love.
- 1999 - Abbamania (Artisti vari) - voce in The Winner Takes It All.
- 2001 - El Alma Al Aire - Ediciòn Especial (Alejandro Sanz) - voce in The Hardest Day, Me Iré e Una Noche.
- 2001 - Josh Groban (Josh Groban) - voce in Canto Alla Vita.
- 2002 - Party At The Palace - The Queen's Golden Jubilee (Artisti vari) - voce in God Only Knows.
- 2002 - Gangs Of New York (Soundtrack) - tin whistle in The Hands That Built America.
- 2003 - In America (Soundtrack) - voce in Time Enough For Tears.
- 2003 - The Very Best Of Sheryl Crow (Sheryl Crow) - voce e tin whistle in C'mon, C'mon.
- 2003 - Voices And Poetry Of Ireland (Artisti vari) – voce in Never Give All The Heart by Yeats.
- 2004 - Wild Ocean (John Hughes) - tin whistle e seconda voce.
- 2004 - 46664: Part 2 – Long Walk To Freedom (Artisti vari) – voce in Breathless, tin whistle in Toss The Feathers e voce in Leliungelo Elakho e Is This The World We Created?
- 2005 - Don't Come Knocking (Soundtrack) - voce in Don't Come Knocking.
- 2006 - The Baltimore Whores (Gavin Friday) - voce e tin whistle in Tommy's Gone To Hilo e Caroline And Her Young Sailor Bold.
- 2006 - La Septième Vague (Laurent Voulzy) - voce in All I Have To Do Is Dream.
- 2006 - Rogue's Gallery: Pirate Ballads, Sea Songs & Chanteys (Soundtrack) - voce in Caroline And Her Young Sailor Bold.
- 2008 - The Ballad Of Ronnie Drew (Singolo - Artisti vari) - voce.
- 2010 - Kirsty MacColl tribute concert (Artisti vari) - voce in They Don't Know.
- 2010 - Music of Ireland: Welcome Home (Artisti vari) - voce in Oh Brother.

## Filmografia

### Attrice
- The Commitments, regia di Alan Parker (1991)
- Evita, regia di Alan Parker (1996)
- Beverly Hills, 90210 – serie TV, episodio 6x16 (1996)
- I ragazzi di Clare (The Boys from County Clare), regia di John Irvin (2003)

### Doppiatrice
- La spada magica - Alla ricerca di Camelot (Quest for Camelot), regia di Frederik Du Chau (1998)

## Teatro
- Dancing at Lughnasa (Old Vic, 2009)
- Jane Eyre (Gate Theatre, 2010)

## Doppiatrici italiane
Nelle versioni in italiano dei suoi film, Andrea Corr è stata doppiata da:
- Stella Musy in The Commitments

Da doppiatrice è stata sostituita da:
- Manuela Cenciarelli in Alla ricerca di Camelot